# François-Marie Taillepied de Bondy
Pour les articles homonymes, voir Taillepied de Bondy, Taillepied (homonymie) et Bondy (homonymie).
 (juillet 2019).
Si vous disposez d'ouvrages ou d'articles de référence ou si vous connaissez des sites web de qualité traitant du thème abordé ici, merci de compléter l'article en donnant les références utiles à sa vérifiabilité et en les liant à la section « Notes et références ».
François-Marie Taillepied, comte de Bondy, est un homme politique français né à Paris le 23 avril 1802, où il est mort le 28 novembre 1890.

## Biographie
Fils de Pierre-Marie Taillepied de Bondy (1766-1847), pair de France, François-Marie Taillepied de Bondy, d'abord destiné à l'état militaire, passe par l'École polytechnique (promotion 1822) et sert brièvement comme sous-lieutenant dans l'artillerie. Il donne sa démission en 1826.
Il débute dans l'administration sous la monarchie de Juillet sur l'intervention en sa faveur de son père Pierre-Marie Taillepied de Bondy, alors député.  Ainsi, François-Marie est nommé préfet de la Corrèze en 1830, puis préfet de l'Yonne en 1834, poste qu'il occupe jusqu'en 1841. Appelé au Conseil d'État, d'abord comme auditeur, puis comme maître des requêtes, il est élevé à la pairie le 25 décembre 1841 et est, à la Chambre des pairs, l'un des fermes soutiens du gouvernement de Louis-Philippe.
La Révolution de 1848 interrompt sa carrière politique. Il reste éloigné des affaires sous le Second Empire, et ne rentre dans la politique active que le 8 février 1871 pour aller prendre place au centre droit de l'Assemblée nationale comme représentant du département de l'Indre. Il fait partie de plusieurs commissions importantes et vote avec la droite monarchiste : pour la paix, pour les prières publiques, pour l'abrogation des lois d'exil, pour le pouvoir constituant de l'Assemblée, pour la démission de Thiers, pour le septennat, pour l'état de siège, pour la loi des maires, pour le ministère Broglie, pour la loi sur l'enseignement supérieur, contre le retour des chambres à Paris, contre la dissolution, contre la proposition Perier et contre l'amendement Wallon. Il vote l'ensemble des lois constitutionnelles le 25 février 1875.
Aux élections du 30 janvier 1876, il est comme « constitutionnel » sénateur de l'Indre avec l'appui de l'« Union conservatrice ». Il siège au centre droit et contribue à la formation du petit groupe des constitutionnels. Il est l'un de ceux qui votent la dissolution de la Chambre des députés en juin 1877. Mais quand ce petit groupe se disloque après les élections du 14 octobre 1877, le comte de Bondy refuse de se rapprocher du centre gauche et d'appuyer le ministère Dufaure. Il s'associe à la droite et vote contre l'article 7 et les diverses lois sur l'enseignement présentées par le ministère Ferry et contre tous les cabinets de gauche qui occupent le pouvoir à partir de 1879. Réélu le 5 janvier 1879 et le 5 janvier 1888, il est le doyen d'âge du Sénat et se prononce contre l'amnistie, contre les lois sur la liberté de la presse et le droit de réunion, contre l'expulsion des princes et contre le divorce, contre le projet de loi Lisbonne restrictif de la liberté de la presse 18 février 1889 et contre la loi de procédure à suivre devant le Sénat pour juger les attentats contre la sûreté de l'État, présentée à la suite de l'affaire du général Boulanger.
Il est inhumé au cimetière du Père-Lachaise (36e division).
Il épouse Stéphanie-Adrienne de Cardevac, sœur d'Alphonse de Cardevac d'Havrincourt, puis Esther-Félicité Seillière, dame de compagnie de la reine Marie-Amélie et fille de François-Alexandre Seillière.